# Zagadnienie Plateau

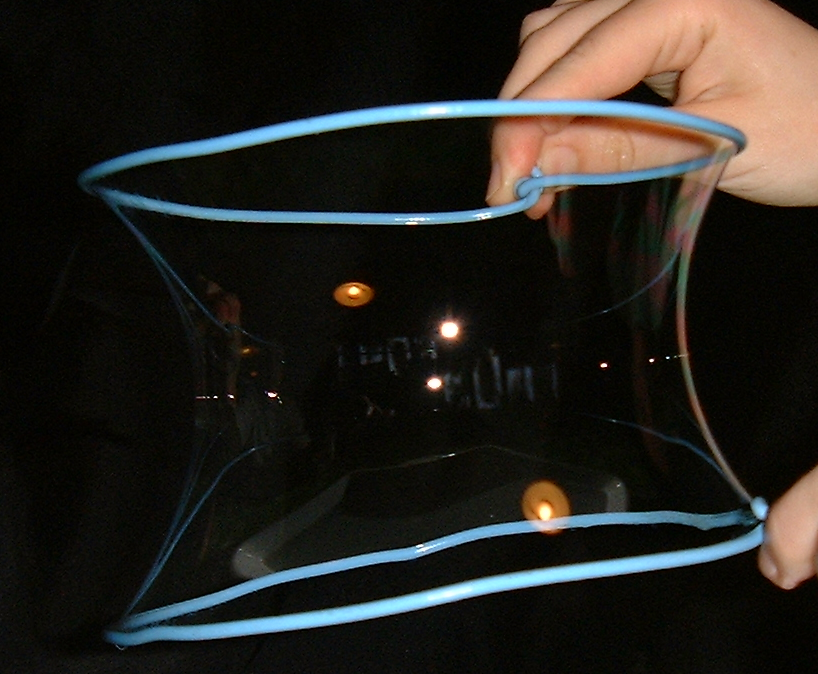
Zdjęcie bańki mydlanej tworzącej katenoidę.

Zagadnienie Plateau – problem matematyczny polegający na znalezieniu powierzchni o zadanym brzegu, która ma minimalne pole, nazwany imieniem belgijskiego fizyka Josepha Plateau, który wykonał szereg doświadczeń z tym związanych.

## Historia
W 1744 Leonhard Euler odkrył, że katenoida ma najmniejsze pole wśród powierzchni rozpiętych na dwóch zadanych okręgach. Wkrótce po nim Joseph Louis Lagrange w 1760 sformułował ogólny problem dla dowolnych powierzchni ograniczonych. W latach 1843–1868 problemem znalezienia powierzchni minimalnej zajął się belgijski fizyk Joseph Plateau. W swoich doświadczeniach wykorzystywał bańki mydlane i odpowiednio wyginany drut , a wyniki eksperymentów opublikował w pracy Statique expérimentale et théorique des liquides soumis aux seules forces moléculaires, która ukazała się w 1873 .
Wykorzystanie fizycznego modelu baniek mydlanych w celu rozwiązania matematycznego problemu przyczyniło się do rozwoju rachunku wariacyjnego, metod heurystycznych w informatyce i symulacji komputerowych .
Problem został rozwiązany przez amerykańskiego matematyka Jessego Douglasa za co został uhonorowany medalem Fieldsa w 1936. Niezależnie od niego swoje rozwiązanie opublikował również węgierski matematyk Tibor Radó.